# Куделин, Борис Иванович
Борис Иванович Куделин (1910—1972) — советский учёный-геолог, гидрогеолог, лауреат премии имени Ф. П. Саваренского (1971).

## Биография
Родился 11 мая 1910 года в семье служащего.
В 1935 году — окончил Московский гидрометеорологический институт, затем в течение последующих 10 лет работал инженером-гидрогеологом в различных производственных организациях страны.
С 1944 по 1947 годы — учёба в аспирантуре при лаборатории гидрогеологических проблем АН СССР (учителя — академик Ф. П. Саваренский и профессор О. К. Ланге).
Во время учёбы в аспирантуре по приглашению Ланге работал ассистентом кафедры динамической геологии геолого-почвенного факультета МГУ.
В 1947 году — защитил кандидатскую диссертацию, тема: «Гидрогеологический анализ и методы определения подземного питания рек», и был избран на должность доцента той же кафедры, а в 1953 году в результате реорганизации структуры факультета — кафедры гидрогеологии.
В 1955 году — защитил докторскую диссертацию, тема: «О принципах региональной оценки естественных ресурсов подземных вод».
С 1945 года — работал в МГУ, читал курсы лекций «Общая гидрогеология», «Поиск и разведка подземных вод», «Общая геология» и ряд спецкурсов. В 1951—1952 году — заместитель декана геологического факультета МГУ по учебной работе. С 1957 года — профессор, с 1964 года — заведующий кафедрой гидрогеологии МГУ.
С 1968 года также — заведующий отделом ресурсов подземных вод и проблем подземного стока в Институте водных проблем АН СССР.
Умер 26 февраля 1972 года. Похоронен на Введенском кладбище (Москва).

## Научная и общественная деятельность
Является одним из основоположников региональной оценки и картирования естественных ресурсов подземных вод, научный руководитель первых карт подземного стока СССР масштаба 1:5000000 (1965) и 1:2500000 (1970).
Под его руководством были начаты работы по составлению Карты подземного стока Центральной и Восточной Европы; руководил крупными региональными работами по оценке ресурсов пресных подземных вод Прибалтики, Белоруссии, Кавказа, Урала, Сибири и Дальнего Востока, Казахстана и Средней Азии. Исследования были направлены на решение кардинальных вопросов современной региональной гидрогеологии, связанных с изучением условий формирования подземного стока и закономерностей формирования подземных вод: их ресурсов, режима, баланса, химического состава и сроков возобновления, имеющих большое значение для всего цикла наук о Земле и прежде всего для наук, изучающих гидросферу планеты.
Разработал методику определения подземного питания рек, предложил уравнение для расчета величины стока в общем виде; разработал принципы региональной оценки ресурсов подземных вод, рассмотрел вопросы влияния различных природных факторов формирования подземного стока; значительный общегеологический интерес представляет проведенное им изучение палеогидрогеологических условий накопления пресных вадозных вод на примере Днепровско-Донецкого артезианского бассейна.
Автор более 120 научных работ.
Ученики: В. А. Всеволожский, И. С. Зекцер, Р. Г. Джамалов, И. Ф. Фиделли, Н. А. Лебедева и другие.

### Участие в научных организациях
- научный руководитель по гидрогеологии межфакультетской проблемной лаборатории МГУ по исследованию взаимодействия поверхностных и подземных вод
- председатель гидрогеологической секции Национального комитета СССР
- научный советник Международной ассоциации гидрогеологов (МАГ)
- член рабочих групп Национального комитета СССР по МАГ (ЮНЕСКО)
- член Межведомственного комитета СССР по геодезии и геофизике, Межведомственного комитета СССР по Международному гидрогеологическому десятилетию
- член Совета по проблемам «Комплексное использование и охрана водных ресурсов» и «Водные ресурсы и баланс вод» ГКНТ СМ СССР
- член Научно-технического совета Главного управления гидрометслужбы СССР
- член Ученого совета геологического факультета МГУ, Ученого совета ВСЕГИНГЕО, Комиссии подземных вод Сибири и Дальнего Востока при Президиуме СО АН СССР

## Основные труды
- «Естественные ресурсы подземных вод Центрально-Чернозёмного района и методика их картирования» (1963)
- «Взаимосвязь речных и подземных вод в период половодья и паводков» (соавт., 1967)
- «Проблемы обеспечения человечества пресной водой» (соавт., 1970)

## Награды
- Премия МОИП (1961)
- Премия имени М. В. Ломоносова (1966) — за работу «Итоги изучения естественных ресурсов пресных подземных вод СССР и задачи их дальнейших исследований»
- Премия имени Ф. П. Саваренского (1971) — за серию работ по оценке естественных ресурсов подземных вод и «Карту подземного стока СССР»